# Brigada Costa del Sol
Brigada Costa del Sol  va ser una de les úniques sèries espanyoles a ser seleccionades per a l'esdeveniment MIPDrama del MIPTV 2019, una de les fires més importants de la televisió i de mitjans de comunicació.

## Argument
L'any 1977, un grup d'inspectors de policia amb escassos mitjans, tot i que amb molt d'enginy i valor, és destinat a Torremolinos per formar una brigada especial d'Estupefaents a la Costa del Sol i lluitar contra el tràfic de droga.

## Repartiment

### Protagonista
- Hugo Silva -  Bruno López
- Álvaro Cervantes -  Leo Vila
- Miki Esparbé -  Martín Pulido
- Jesús Castro -  Terrón
- Sara Salamó -  Yolanda «La Buhíta»

### Secundari
- Jorge Usón -  Reis
- Cayetana Cabezas -  Marielena
- Pau Béjar -  Xinès
- Marc Càceres -  Franchi
- Olivia Delcán -  Vicky López
- Jorge Suquet -  Cristóbal Peña
- Daniel Holguín -  Atilano Penya
- Joaquín Galletero -  Lucas
- Carolina Yuste -  Sole
- Ana Fernández -  Alicia
- Camí Fernández -  Charo

Amb la col·laboració especial de
- Manolo Caro -  Dandy
- Paco Marín -  Inspector Cifu

## Temporades i episodis
L'estrena de la sèrie va tenir lloc simultàniament en els dos canals principals del grup Mediaset Espanya Comunicació